# Xylena demaculata
Xylena demaculata är en fjärilsart som beskrevs av Barend J. Lempke 1941. Xylena demaculata ingår i släktet Xylena och familjen nattflyn. Inga underarter finns listade i Catalogue of Life.